# Lac Ouescapis
Le lac Ouescapis est un plan d'eau douce du bassin versant de la rivière Broadback, dans la municipalité de Eeyou Istchee Baie-James (municipalité), dans la région administrative du Nord-du-Québec, au Québec, au Canada.
La foresterie constitue la principale activité économique du secteur. Les activités récréotouristiques arrivent en second.
Le bassin versant du lac Ouescapis est accessible grâce à la route de la Baie-James (sens Nord-Sud) venant de Matagami, passant du côté Ouest du lac.
La surface du lac Ouescapis est habituellement gelée du début novembre à la mi-mai, toutefois la circulation sécuritaire sur la glace se fait généralement de la mi-novembre à la mi-avril.

## Géographie
Le lac Ouescapis s’alimente par de nombreux ruisseaux riverains. Le lac Ouescapis fait partie d’un ensemble de lacs dans le même secteur (entre la rivière Broadback et la rivière Waswanipi), généralement formés en longueur, plus ou moins en parallèle les uns et les autres, notamment le lac Quénonisca, le lac Salamandre, le lac Opataouaga, le lac Amisquioumisca et le lac Rocher (rivière Nipukatasi). Tandis que du côté Nord-Ouest, le plan d’eau majeur est le lac Evans.
Le lac Ouescapis comporte une longueur de 21,1 km, une largeur de 3,3 km, une altitude de 279 km et une superficie de 4,72 km2. Fait en longueur, ce lac compte 14 îles et quelques baies.
Les zones environnantes de proximité du lac comporte des sommets de montagne dont le plus élevé du côté Est atteint 358 m et un autre à 358 m du côté Ouest du lac. Les plans d’eau voisins sont : lac Poncheville (à 3,6 km du côté Est ; le lac Opataouaga à 11,1 km du côté Nord-Est ; le lac Quénonisca à 11,0 km du côté Nord-Est ; le lac Matagami à 15,9 km du côté Sud-Ouest.
L’embouchure du lac Ouescapis est situé à :
- 6,5 km à l’Ouest de l’embouchure de la décharge du lac Ouescapis ;
- 18,9 km au Sud-Ouest de l’embouchure du lac Opataouaga ;
- 61,0 km au Sud-Ouest de l’embouchure du lac Quénonisca (confluence avec la rivière Broadback) ;
- 78,8 km au Sud de l’embouchure du lac Evans lequel est traversé par la rivière Broadback ;
- 177,6 km au Sud-Est de l’embouchure de la rivière Broadback (confluence avec la Baie de Rupert) ;
- 80,6 km au Nord-Est du centre-ville de Matagami ;
- 186 km à l’Ouest du centre-ville de Chibougamau[1].

Le lac Ouescapis se déverse du côté Nord-Est par une décharge coulant sur 10,6 km vers le Sud-Est en formant de petits serpentins jusqu’à la rive Nord du lac Poncheville (longueur : 37,1 km ; altitude : 269 m). De là, le courant coule sur 46,7 km jusqu'à la rivière Broadback, selon les segments suivants :
- 1,9 km vers l'Est en traversant la partie Nord du lac Poncheville ;
- 7,5 km vers le Nord-Est en empruntant le Détroit de Sable ;
- 12,2 km en traversant le lac Opataouaga et en contournant l'Île du Pain de Sucre par le côté Est ;
- 14,8 km vers le Nord en empruntant la décharge de 5,9 km et une baie du lac Quénonisca sur 8,9 km ;
- 10,3 km vers le Nord-Est, jusqu'à la confluence du lac Quénonisca et de la rivière Broadback

De là, le courant se dirige vers l’Ouest en coulant par la rivière Broadback sur 15,3 km jusqu’à la rive Est de la Baie du Corbeau qui constitue une extension du lac Evans. En aval du lac Evans, le courant coule par la rivière Broadback vers l’Ouest jusqu’à la rive Est de la baie de Rupert.

## Toponymie
Le toponyme lac Ouescapis a été officialisé le 5 décembre 1968 à la Commission de toponymie du Québec, soit à la création de cette commission.